# 1969 en littérature
| Années de la littérature : 1966 - 1967 - 1968 - 1969 - 1970 - 1971 - 1972    |
| Décennies de la littérature : 1930 - 1940 - 1950 - 1960 - 1970 - 1980 - 1990 |

Cet article présente les faits marquants de l'année 1969 en littérature.

## Événements
- Création des éditions Champ Libre à Paris.

## Presse
- Jean-Edern Hallier lance L'Idiot international.

## Parutions

### Essais
- Louis Aragon : Je n'ai jamais appris à écrire.
- Bernard Charbonneau : Le Jardin de Babylone.
- Gilles Deleuze : Spinoza et le problème de l’expression, Éditions de Minuit, 336 pages,  (ISBN 978-2-7073-0007-2).
- Gilles Deleuze : Logique du sens, Les éditions de Minuit (coll. « Critique »), 392 pages.
- Michel Rocard : Le P.S.U. et l’avenir socialiste de la France. éd. Le Seuil.
- Erich von Däniken : Présence des extraterrestres, éd. Robert Laffont. Ufologie
- Maurice Blanchot : L'Entretien infini.

### Poésie
- Matilde Camus : Voces ("Voix"), Vuelo de estrellas ("Vol d'étoiles").

### Publication
- Jean-Marie Pelt : Les Médicaments, éd. Le Seuil.

### Romans

#### Auteurs francophones
- Jean-Louis Curtis, Le Thé sous les cyprès, éd. Julliard.
- Jean-Louis Curtis, Un miroir le long du chemin, éd. Julliard.
- Louis-Ferdinand Céline, Rigodon
- Gabrielle Roy (canadienne), La Rivière sans repos.
- Georges Perec, La Disparition
- Monique Wittig, Les Guérillères

#### Auteurs traduits
- Lou Cameron (Américain) : La Rouquine aux sommiers, éd. Gallimard.

## Théâtre
- 12 juin : Romain Bouteille fonde la troupe du Café de la Gare (Miou-Miou, Patrick Dewaere, Gérard Depardieu, Coluche, etc.).
- Jean Anouilh, Cher Antoine ou l'Amour raté

## Prix littéraires
- Prix Goncourt : Félicien Marceau pour Creezy
- Prix Femina : La Deuxième Mort de Ramón Mercader de Jorge Semprún
- Prix Médicis : Dedans d'Hélène Cixous
- Prix Renaudot : Les Feux de la colère de Max-Olivier Lacamp
- Prix Interallié : L'Adieu au roi de Pierre Schoendoerffer
- Grand prix du roman de l'Académie française : La Paroi de Pierre Moustiers
- Prix des libraires : La Nuit des temps de René Barjavel
- Prix des Deux Magots : À pleur-joie d'Elvire de Brissac
- Grand prix de littérature du Conseil nordique : Per Olov Enquist, L'Extradition des Baltes
- Voir la liste des Prix du Gouverneur général 1969.

## Principales naissances
- 12 janvier : Stéphanie Chevrier, éditrice française, fondatrice des éditions Don Quichotte.
- 8 février : Mary Robinette Kowal, écrivain américaine de science-fiction et de fantasy.
- 12 juin : Christophe Spielberger, écrivain français.
- 30 août : Sébastien Lepetit, auteur de roman policier français († 3 mars 2025).
- 14 novembre : Daniel Abraham, écrivain américain de science-fiction et fantasy.
- 22 décembre : Pascal Bresson, scénariste de bande dessinée français, illustrateur et auteur de livres pour la jeunesse.

## Principaux décès
- 11 mars : John Wyndham, écrivain britannique de science-fiction, mort à 65 ans.
- 21 octobre : Jack Kerouac, écrivain et poète américain, 47 ans